# باگوئمنینی
باگوئمنینی شهری در شهرستان ساپونه در استان بازگا در بورکینافاسوی مرکزی است و جمعیت آن ۸۷۷ نفر است.